# ماونت پلزنت (کارولینای جنوبی)
ماونت پلزنت(به انگلیسی: Mount Pleasant) شهری در ایالت کارولینای جنوبی کشور ایالات متحده آمریکا است که جمعیت آن در سرشماری سال ۲۰۱۰ میلادی، ۶۷٬۸۴۳ نفر بوده‌است.
در پای پل آرتور راونل، Patriots Point، یک موزه دریایی و دریایی، محل ناو هواپیمابر جنگ جهانی دوم USS Yorktown است که اکنون به یک کشتی موزه تبدیل شده‌است. پل راونل، یک بزرگراه هشت خطه که در سال ۲۰۰۵ تکمیل شد، بر روی رودخانه کوپر قرار گرفته و مانت پلیزنت را به شهر چارلستون متصل می‌کند.

## تاریخچه
مکان مانت پلیزنت در ابتدا توسط مردم Sewee، یک قبیله زبان آلگونکیان اشغال شده بود. اولین مهاجران اروپایی در ۶ ژوئیه ۱۶۸۰ از انگلستان به رهبری کاپیتان فلورنتیا اوسالیوان وارد شدند. به کاپیتان اوسالیوان ۲۳۴۰ آکر (۹۵۰ هکتار) اعطا شد که نه تنها جزیره ای را که بعداً به نام او نامگذاری شد، بلکه مکان آینده کوه پلیزانت را نیز شامل می‌شد. در اولین نقشه آن زمان، این منطقه «نقطه شمالی» نامیده می‌شد.
در سال ۱۶۹۶، ۵۱ مهاجر جدید وارد شدند. به هر خانواده چند صد هکتار در منطقه ای که به کلیسای مسیح معروف شد اختصاص یافت. در سال ۱۷۰۶، استان کارولینا در برابر چندین حمله اسپانیایی‌ها و فرانسوی‌ها از شهرک‌های خود به سمت جنوب مقاومت کرد و در شکست مهاجمان فرانسوی در منطقه ای به نام «آبکاو» پیروز شد.
منطقه «آبکاو» مزرعه هابکاو بود که بین نهر شم و رودخانه واندو قرار داشت. بعدها به نام مزرعه کشتی سازی نیز شناخته شد. دسترسی آن به آب‌های عمیق و فراوانی الوار خوب، آن را برای توسعه یک شرکت کشتی سازی موفق ایده‌آل کرده‌است. زمین‌های مجاور هابکاو پوینت در زمان‌های مختلف متعلق به چندین خانواده مختلف انگلیسی بود که بسیاری از آنها کشتی‌هایی را که Mount Pleasant خدمت می‌کردند، نگهداری می‌کردند. تا سال ۱۷۲۱، ۱۰۷ خانواده در کلیسای مسیح کلیسای زندگی می‌کردند، از جمله ۴۰۰ سفیدپوست و ۶۳۷ آفریقایی یا آفریقایی آمریکایی برده شده. از آنجایی که این منطقه برای مزارع بزرگ توسعه یافته بود، آفریقایی‌های برده شده و آمریکایی‌های آفریقایی‌تبار نیروی کار اصلی جامعه بردگان را تشکیل می‌دادند. بر اساس این تاریخ، اکثریت جمعیت این شهر در طول قرن ۱۹ و اوایل قرن ۲۰ آمریکایی آفریقایی‌تبار بودند.
پل عابر تخته و بشکه اصلی که بعداً به عنوان پل خیابان پیت در پای منطقه Old Village در ماونت پلیزنت شناخته شد، توسط خدمه H.L. Hunley برای عبور از Breach Inlet برای آزمایش زیردریایی مورد استفاده قرار گرفت. در سال ۱۸۹۹ پل چوبی اولیه با یک پل واگن برقی جایگزین شد.
یک نسل بعد، در سال ۱۹۲۹ یک پل متحرک فولادی برای دسترسی وسایل نقلیه بین جزیره سالیوان و ماونت پلیزنت ساخته شد. پل خیابان پیت در سال ۱۹۴۵ برچیده شد، اما بقایای آن در آبراه درون ساحلی قابل مشاهده است. این منطقه از آن زمان به عنوان منطقه تفریحی پل پیکت حفظ شده‌است. این به خاطر دکتر چارلستون اوتیس پیکت نامگذاری شد.
«دهکده قدیمی» قدیمی‌ترین محله Mount Pleasant است. قدیمی‌ترین خانه، خیابان هیبن ۱۱۱ (خانه هیبن) در سال ۱۷۵۵ توسط ژاکوب موته، از نوادگان هوگنوت‌های فرانسوی که برای فرار از آزار مذهبی به کارولینای جنوبی مهاجرت کرده بودند، ساخته شد.
در اوایل قرن بیست و یکم، روستای قدیمی در فروشگاه‌های خیابان پیت در انتهای شمال غربی خیابان متمرکز شده‌است. از جمله آنها داروخانه خیابان پیت است که در شبکه غذا نمایش داده شد. بیش از ۶۰ سال است که در این مکان فعالیت می‌کند.
بردگان متعدد در طول جنگ داخلی و پس از آن آزاد شدند. در سال ۱۸۷۵ آفریقایی آمریکایی‌ها ۷۳ درصد از جمعیت شهرستان چارلستون را تشکیل می‌دادند.
در سال ۱۷۵۴، چارلز پینکنی مزرعه ای به وسعت ۷۱۵ هکتار را به دست آورد که به کشت محصولات برنج و نیل می‌پرداخت. به مزرعه اسنی نزدیک اینجا معروف شد. پسرش چارلز این مزرعه را تا سال ۱۸۱۷ حفظ کرد. این مزرعه تا قرن ۱۹ به عنوان مزرعه اداره می‌شد.
در ۲۴ سپتامبر ۱۸۶۰، یک جلسه عمومی در Mount Pleasant برگزار شد. منجر به اولین قطعنامه جدایی شد که در این ایالت به تصویب رسید. کنوانسیون جدایی در چارلستون در ۲۰ دسامبر ۱۸۶۰ تشکیل شد. با ظهور جنگ داخلی، Battery Guerry و یک باتری شناور مجاور آن بین Mount Pleasant و جزیره سالیوان در دفاع از شهر نقش اساسی داشتند. آنها همچنین پایگاهی برای حمله به فورت سامتر بودند. از شهر با خطی از استحکامات از نهر الیوت در بون هال تا کوپاهی ساوند دفاع می‌شد. Mount Pleasant محل تمرین مخفی برای خدمه ۹ نفره زیردریایی کنفدراسیون H. L. Hunley بود. این کشتی کوچک در سال ۱۸۶۴ از بریچ اینلت برای حمله و غرق کردن ناو یو اس اس هوساتونیک به فضا پرتاب شد.